# Arseni Golovkó
Arseni Grigórievich Golovkó (en ruso: Арсений Григорьевич Головко́; 28 de mayojul./ 10 de junio de 1906greg.-17 de mayo de 1962) fue un comandante naval soviético que alcanzó el rango de almirante (1944). En 1940 fue nombrado comandante de la Flota del Norte, cargo que conservó durante toda la Segunda Guerra Mundial. Tuvo una larga y destacada carrera en la Armada Soviética que se extendió desde 1925 hasta los primeros años de la Guerra Fría.
Además fue diputado de la III y V convocatorias del Sóviet Supremo de la RSFS de Rusia (1951-1955, 1959-1962) y de la II Convocatoria del Sóviet Supremo de la Unión Soviética (1946-1950).

## Biografía

### Infancia y juventud
Arseni Golovkó nació el 10 de junio de 1906 en la pequeña localidad rural de Projladnaya en el óblast del Térek en lo que en aquella época era parte del Imperio ruso (ahora la ciudad de Projladni en Kabardia-Balkaria), en el seno de una familia de Cosacos del Térek. Graduado de una escuela parroquial. A partir de 1922 estudió en la facultad de obreros de Rostov del Don.
En 1925 llegó a Moscú y comenzó a estudiar en la Academia Agrícola de Timiryazev, pero unos meses más tarde, el 5 de noviembre de 1925, abandonó los estudios e ingresó en la Armada Soviética y se graduó en mayo de 1928 en la Escuela Naval Superior Frunze en Leningrado (hoy en día llamada Instituto Naval de San Petersburgo). Posteriormente estudió en los Cursos Especiales para Oficiales Superiores (1931) y en la Academia Naval Voroshilov (1938; actualmente Academia Naval Kuznetsov). Además, fue miembro del Komsomol desde 1920 y en 1927 fue admitido en el Partido Comunista —en esa época conocido como Partido Obrero Socialdemócrata de Rusia (bolchevique)—.
A partir de finalizar sus estudios superiores y hasta el principio de la Segunda Guerra Mundial fue asignado a varios destinos, así por ejemploː
- Desde mayo de 1928 - Oficial de servicio del destructor Frunze (antiguo Bystry) de la clase Derzky de la Flota del Mar Negro.
- Desde noviembre de 1928 - Navegante de la Cañonera Lenin (antiguo kars) de la Flotilla del Caspio.
- De noviembre de 1929 a mayo de 1930 - Navegante del grupo de cañoneras de la Flotilla del Caspio.
- Desde mayo de 1931 - Comandante del 3.er Batallón de Destructores de la Flota del Báltico.
- Desde noviembre de 1931 - Profesor en cursos especiales para el personal de mando de la Armada Soviética (Rabóche-krestyánsky krásny flot, RKKF)
- Desde marzo de 1932 - Comandante de la brigada de arrastre y bombardeo de las Fuerzas Navales del Lejano Oriente,
- Desde enero de 1933 -  Jefe de Estado Mayor del destacamento de buques torpederos para fines especiales,
- Desde diciembre de 1934 - Comandante de la brigada de torpederos de la Flota del Pacífico;
- Desde mayo de 1935 - Jefe de Estado Mayor de esta brigada de torpederos.

En agosto de 1936 ingresó en la Academia Naval Voroshilov (actual Academia Naval Kuznetsov) en Leningrado. Se ofreció como voluntario para participar en la guerra civil española, donde se desempeñó brevemente como asesor del comandante de la Base Naval de Cartagena. Después de regresar a la URSS, continuó sus estudios en la Academia Naval.
Después de su graduación en mayo de 1938 fue nombrado jefe de Estado Mayor de la Flota del Norte, desde junio de 1938 ejerció como Comandante de un batallón de destructores de la Flota del Norte, en julio de 1938 fue nombrado Comandante de la Flotilla del Caspio, y en julio de 1939, Comandante de la Flotilla del Amur.

### Segunda Guerra Mundial
Desde julio de 1940 hasta abril de 1946, estuvo al mando de la Flota del Norte. El 17 de junio de 1941, bajo su propia responsabilidad y en contra de la opinión de Iósif Stalin, decidió ordenar a la Flota del Norte que se pusiera en estado de máxima alerta ante los evidente indicios de un inminente ataque alemán, principalmente observó un evidente incremento en la frecuencia de misiones de reconocimiento de la aviación alemana sobre las bases de la flota.
En junio de 1941, al comienzo de la Segunda Guerra Mundial, la pequeña Flota del Norte disponía únicamente de ocho destructores, quince submarinos, dos torpederas, siete patrulleras, dos minadores y 116 aviones. Aunque posteriormente fue reforzada con un destructor líder, el Bakú, dos destructores más pequeños de la clase Gnevnyː el Razyaryonny y el Razumny y cinco submarinos, procedentes de la Flota del Pacífico.

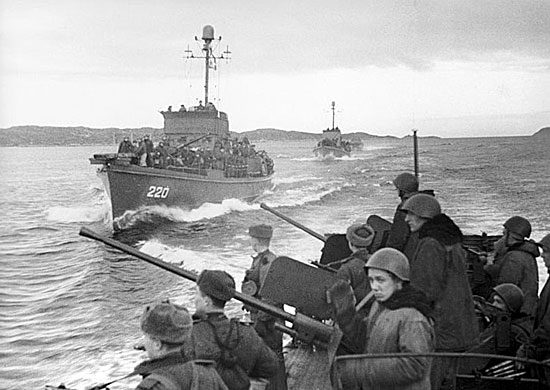
Barcos de la Flota del Norte con un grupo de desembarco camino a Petsamo, octubre de 1944

Dirigió permanentemente la Flota del Norte durante la Gran Guerra Patria. Bajo su liderazgo, la flota participó en numerosos combates, así mismo dio apoyo de fuego pesado a las tropas de tierra del 14.º Ejército, desplegó infantes de marina en la defensa de Múrmansk y en la defensa de todo el Ártico soviético, a estos infantes de marina los alemanes apodaron «Muerte a Rayas» por su ferocidad en combate. Se ocupó principalmente en asegurar la escolta de los convoyes marítimos aliados cargados con munición, suministros y armamento de todo tipo procedente de la Ley de Préstamo y Arriendo, con destino a los puertos soviéticos de Múrmansk y Arcángel con lo que aseguraba el mantenimiento de una vital línea de suministros entre los aliados y la Unión Soviética.
La tarea de proteger a los expuestos convoyes aliados, recaía tanto en la Royal Navy como en la Flota soviética del Norte. Los buques de guerra británicos escoltaban los convoyes, durante la primera etapa del largo trayecto de más de 3200 kilómetros desde Escocia, y a la altura de la isla del Oso, los destructores soviéticos se unían a la escolta. Luego la fuerza combinada escoltaba los buques de suministro a través de lo que los marineros llamaban el «Callejón de las Bombas», la última etapa del azaroso viaje hasta Múrmansk. A pesar de las enormes dificultades del trayecto y a las graves pérdidas, los convoyes aliados fueron capaces de entregar más de un millón de toneladas de suministros en 1942.
Especialmente efectiva fue la pequeña fuerza de submarinos de la Flota del Norte. En un clima brutalmente hostil, los submarinos causaron estragos a los buques alemanes cargados con suministros con destino a las ateridas y mal equipadas tropas alemanas desplegadas en la zona ártica. En una ocasión, los periódicos alemanes denunciaron las tácticas «inhumanas» de un submarino soviético que había hundido un buque cargado con más de 30.000 abrigos de piel de oveja. El capitán del submarino soviético respondió «Dejad que bailen en el hielo nadie les ha invitado».
Durante la guerra, la Flota del Norte aseguró el tránsito de 1463 barcos en convoyes aliados y de 2568 barcos en convoyes internos. Sus submarinos, lanchas torpederas y aviones hundieron 192 buques de transporte y setenta buques de guerra alemanes. Además, la Flota del Norte causó daños importantes en 118 buques de transporte, militares o auxiliares.
La Flota del Norte también contaba con una pequeña pero letal Fuerza Aérea, así en un periodo de solo tres meses, al principio de la guerra, fueron capaz de derribar más de 132 aviones alemanes. Además, también participaron en la lucha contra las comunicaciones de las tropas alemanas cerca del norte de Noruega. Las baterías costeras soviéticas situadas al norte de puerto Múrmansk, en la península de Sredny, interceptaban las comunicaciones alemanas con Petsamo, por donde los alemanes exportaban níquel, un metal esencial para la fabricación de acero, a Alemania. En julio de 1942, los alemanes tuvieron que descartar el puerto de Petsamo como punto viable de abastecimiento, debido a las enormes pérdidas que los artilleros soviéticos estaban causando entre los buques de abastecimiento alemanes.
Finalmente, tuvo un destacado protagonismo en la operación Petsamo-Kirkenes, hostigado a las tropas alemanas con fuego pesado naval y realizando una serie de pequeños desembarcos anfibios en la retaguardia del Ejército alemán, flanqueando de esa forma, a las tropas que protegían el angosto cuello de la península de Ribachi, lo que obligó al Generaloberst Lothar Rendulic a ordenar a las tropas del XIX Cuerpo de Montaña alemán, al mando del General der Gebirgstruppe Ferdinand Jodl, que se retiraran más allá de Petsamo (actual Pechenga) hacia Noruega, para evitar su cerco y posterior destrucción, volando en el proceso el complejo de procesamiento de níquel de Kolosjoki (actual Níkel). Con lo que garantizaba, para la Unión Soviética, la posesión de las vitales minas de níquel de la localidad finlandesa de Petsamo.

### Posguerra

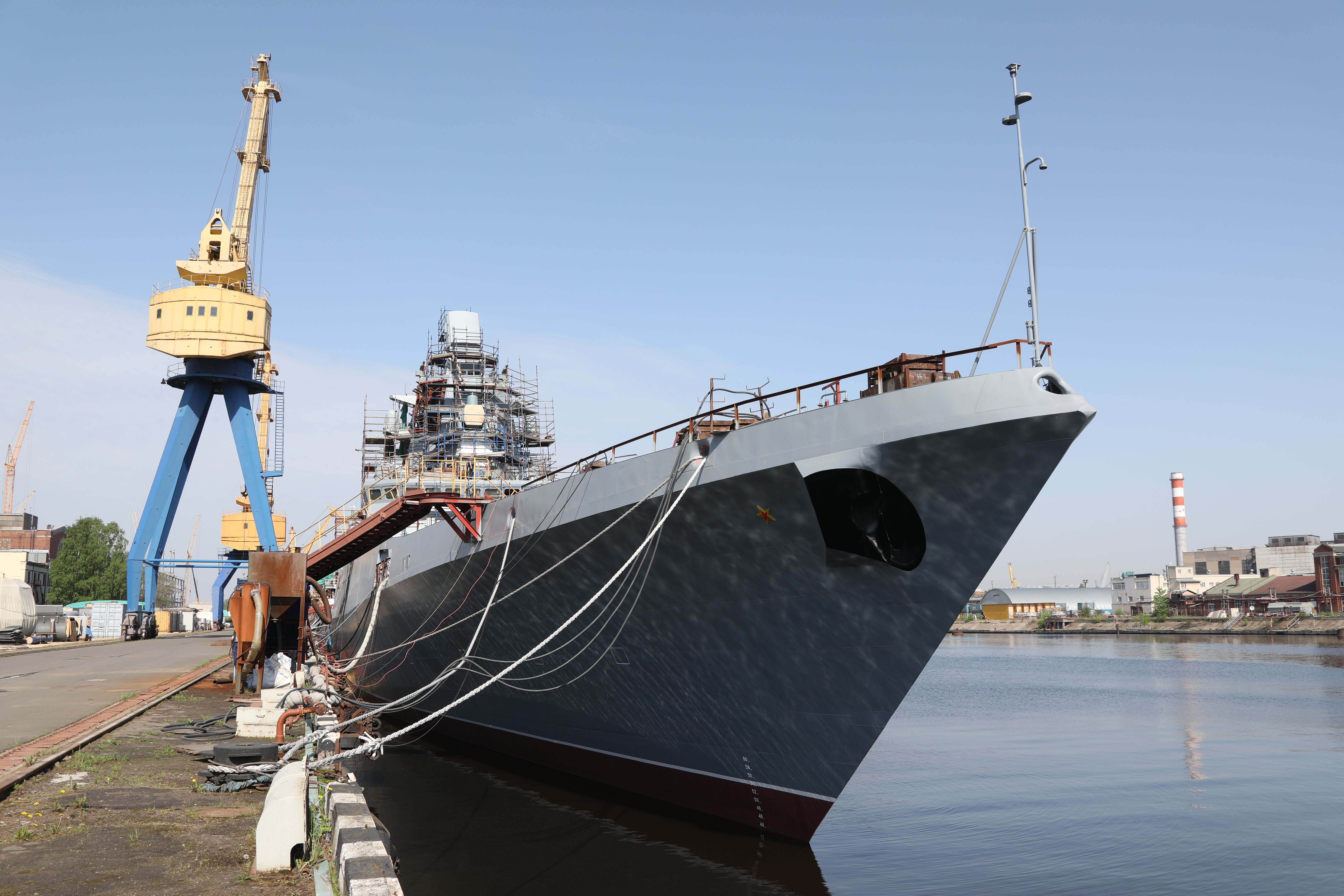
La Fragata Almirante Golovkó durante sus trabajos de construcción, en San Petersburgo en 2021

Tras el fin de la Segunda Guerra Mundial se mantuvo en su puesto de comandante de la Flota del Norte, hasta abril de 1946 en que fue nombrado Subjefe, y desde febrero de 1947, Jefe del Estado Mayor de la Armada y Subcomandante en Jefe de la Armada de la URSS. A partir de marzo de 1950, asumió el puesto de Jefe del Estado Mayor Naval y Primer Viceministro Naval de la URSS.
En agosto de 1952, ocupó el puesto de comandante de la 4.º Flota Naval en el mar Báltico, en 1956 fue nombrado comandante de la Flota del Báltico. En 1956, fue nombrado Primer Comandante en Jefe Adjunto de la Armada Soviética.
Arseni Golovkó murió el 17 de mayo de 1962 en Moscú y fue enterrado en el cementerio Novodévichi (sitio N.º 1).
La fragata de la Armada de Rusia Almirante Golovko de la clase Almirante Gorshkov, fue botada el 23 de mayo de 2020 y bautizada en su honor. Está programada para ser completada y entrar en servicio a finales de 2021 o 2022. El 26 de noviembre de 2022, la fragata zarpó para realizar las pruebas de mar y comprobar el correcto funcionamiento de varios sistemas de soporte vital del buque, los equipos radiotécnicos, sistemas de salvamento, equipos de comunicación, planta motriz, timón, mecanismos auxiliares y otros.

## Familia
Su esposa fue la actriz rusa de cine y teatro, Kira Nikoláyevna Golovkó. Su hija Natalia Arsénievna Golovkó (nacida el 12 de febrero de 1953) también es actriz, y su hijo Mijaíl Arsénievich Golovkó (nacido el 17 de noviembre de 1949), es oficial naval, capitán de primer rango (capitán de navío) ya retirado.

## Promociones

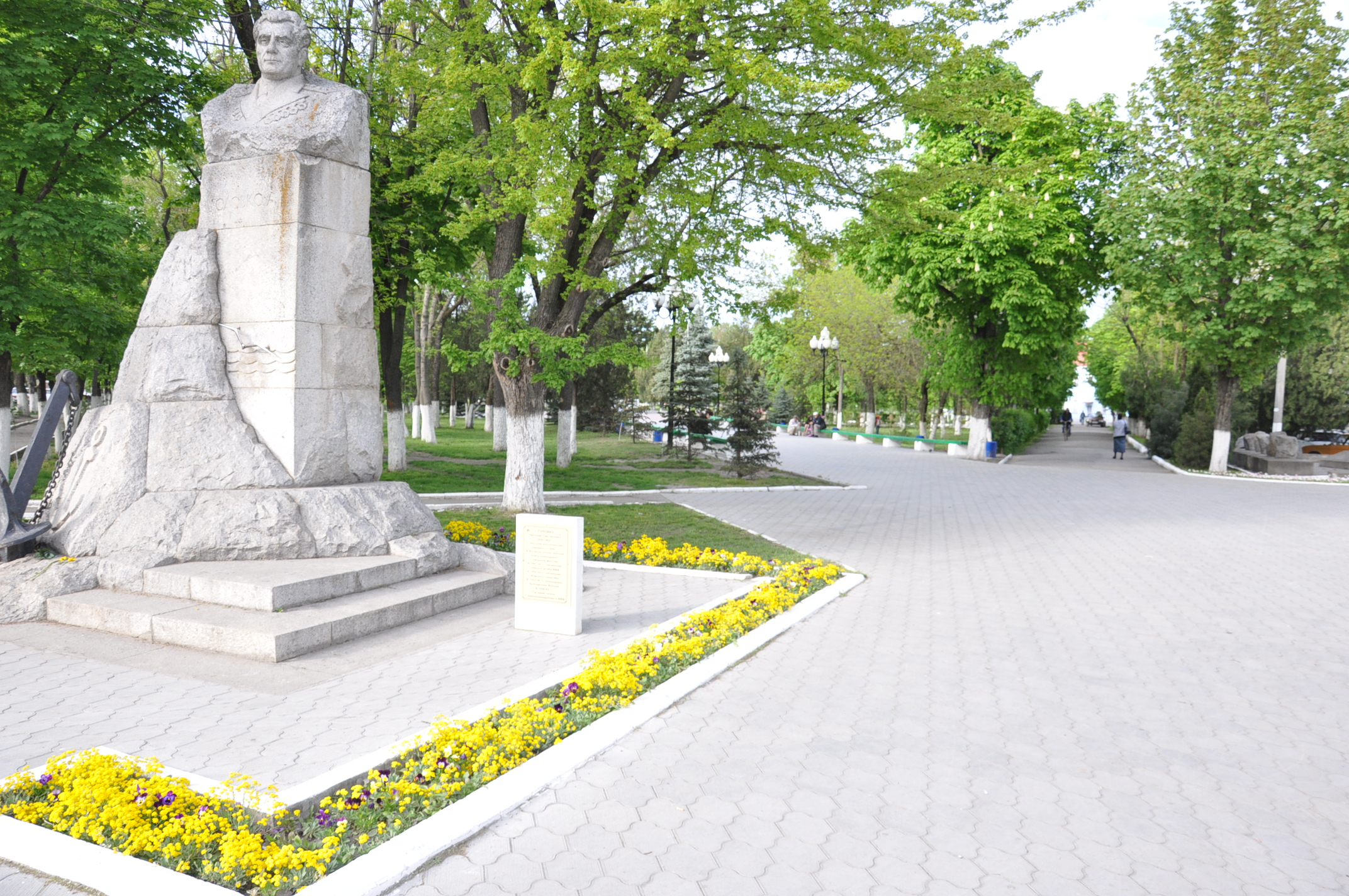
Monumento a Arseni Golovko en Leningrado

- Capitán de Segundo Rango[nota 2]
- Capitán de Primer Rango (29 de julio de 1939)[nota 3]
- Contralmirante (4 de junio de 1940)
- Vicealmirante (16 de septiembre de 1941)
- Almirante (31 de marzo de 1944)[15]

## Condecoraciones
A lo largo de su carrera militar Arseni Golovkó recibió las siguientes condecoracionesː
Unión Soviética
- Orden de Lenin, cuatro veces (24 de julio de 1943, 1 de mayo de 1944, 15 de noviembre de 1950 y 30 de junio de 1956)
- Orden de la Bandera Roja, cuatro veces (2 de marzo de 1938, 13 de agosto de 1941, 10 de noviembre de 1945 y 30 de diciembre de 1956)
- Orden de Ushakov de 1.er grado, dos veces (25 de septiembre de 1944 y 28 de junio de 1945)
- Orden de Najímov de 1.er grado (2 de noviembre de 1944)
- Orden de la Estrella Roja, dos veces (3 de noviembre de 1944 y 17 de junio de 1961)
- Medalla por la Defensa del Ártico Soviético (1944)
- Medalla por la Victoria sobre Alemania en la Gran Guerra Patria 1941-1945
- Medalla del 20.º Aniversario del Ejército Rojo de Obreros y Campesinos
- Medalla del 30.º Aniversario de las Fuerzas Armadas de la URSS
- Medalla del 40.º Aniversario de las Fuerzas Armadas de la URSS
- Medalla Conmemorativa del 800.º Aniversario de Moscú

Otros países
- Caballero de la Gran Cruz de la Orden de San Olaf (Noruega, 1946)
- Estrella partisana de oro (Yugoslavia)
- Orden de Hermandad y Unidad con Corona de Oro (Yugoslavia, 1946)
- Cruz de Comendador con Estrella de la Orden Polonia Restituta